# Ronnie Bremer
Ronnie Bremer (Copenhague, 14 de outubro de 1978) é um automobilista dinamarquês que competiu na Champ Car em 2005.